# Ocelové vize
Ocelové vize (anglicky Stainless Steel Visions) je sbírka třinácti vědeckofantastických povídek a novelet z let 1958–1993 amerického spisovatele Harryho Harrisona vydaná nakladatelstvím Tor Books v roce 1993.

Česky knihu vydalo brněnské nakladatelství Návrat v roce 1998 v překladu Šárky Bartesové (ISBN 80-7174-010-1).

V povídkách lze nalézt i některé známé postavy z autorovy bohaté tvorby. Hlavním hrdinou povídky Zakuklená kosmická loď je Jason dinAlt ze série Planety smrti a v povídce Zlaté roky ocelové krysy se setkáme s protagonistou Jimem diGrizem ze série Ocelová krysa.

## Obsah
- Úvod (anglicky Introduction – Stainless Steel Visions) – úvodní esej.
- Ulice Ashkelonu (anglicky The Streets of Ashkelon, 1962) – povídka vyšla česky i pod názvem Věrozvěst.
- Obchod s hračkami (anglicky Toy Shop, 1962) – česky vyšla i pod názvem Hračka.
- Ne já, ne Amos Cabot! (anglicky Not Me, Not Amos Cabot!, 1964) – česky vyšla i pod názvem Na onom světě.
- Zakuklená kosmická loď (anglicky The Mothballed Spaceship, 1973) – česky vyšla i pod názvem Kosmická loď plná pavučin.
- Útok komanda (anglicky Commando Raid, 1970).
- Opravář (anglicky The Repairman, 1958) – česky vyšla i ve sbírce Válka s roboty.
- Statečný novější svět (anglicky Brave Newer World, 1971).
- Tajemství kamenného monumentu (anglicky The Secret of Stonehenge, 1968).
- Záchranná operace (anglicky Rescue Operation, 1964).
- Portrét umělce (anglicky Portrait of the Artist, 1964).
- Planeta, která přežila (anglicky Survival Planet, 1961) – česky vyšla i pod názvem Přežívající planeta ve sbírce Válka s roboty.
- Spolubydlící (anglicky Roommates, 1971).
- Zlaté roky ocelové krysy (anglicky The Golden Years of the Stainless Steel Rat, 1993) – česky vyšla i pod názvem Ocelová krysa na zaslouženém odpočinku.

## Děj
Opravář
Opravář kosmických radiomajáků je vyslán na opravu jednoho takového velmi archaického na planetě hvězdy Proxima Centauri. Na místě zjistí z oběžné dráhy, že se zde vyvinula primitivní civilizace ještěrek, která radiomaják, nyní obestavěný kamennou pyramidou, uctívá jako chrám ve svém náboženství. Opravář se maskuje jako ještěrka a díky pokročilým technologiím se vydává na planetu předstíraje, že je vyslanec jejich předků a přichází s dobrými úmysly. Musí použít diplomacii, aby byl vpuštěn do nitra svatyně a radiomaják opravil...
Planeta, která přežila
Tříčlenná posádka kosmické lodi ve složení Lian Stane – velitel, Arnild – střelec a Dall Mladší – pilot následuje robotické torpédo a letí k záhadné planetě, o které není nic v záznamech. Ví se pouze, že ji nějak využívala tisíciletá říše zvaná Velké otrokářství. Jak později astronauté zjistí, říše využívala svět s primitivní kulturou jako zásobárnu lidských zdrojů pro své válčení. Jednou za čas přiletěla vesmírná plavidla a jejich posádky ukradly obyvatelům děti. Místní se ale časem naučili bránit, vykopali podzemní komplexy tunelů, odkud je nebylo možné dostat. Kdo se o to pokusil, zaplatil životem a ani technika neuspěla. Dall Mladší se rozhodne sejít do tunelů a oznámit obyvatelům, že éra Velkého otrokářství je u konce a že jsou svobodní, ale je také zabit. Po generace předávaná zkušenost místních velí: kdokoli sestoupí z nebe, je nepřítel, démon, který chce unést naše děti...